# Michael König
Michael König es un tenor germano-canadiense, especializado en repertorio alemán.

## Biografía
Nació en Mutlangen (Alemania) y estudió canto en la Universidad de Mannheim. Realizó su debut en 1998 interpretando el rol de Lensk en Eugenio Oneguin de Piotr Ilich Chaikovski.
Ha interpretado un variado número de papeles y estilos, pero ha sido en ópera alemana en donde König ha destacado; entre ellos, Floristán de Fidelio de Ludwig van Beethoven, el rol homónimo de Lohengrin de Richard Wagner, Erik de El holandés errante y Siegmund de La valquiria ambas de Wagner, Bacchus de Ariadna en Naxos y Emperor de La mujer sin sombra ambas de Richard Strauss, Max de El cazador furtivo de Carl Maria von Weber o Jim Mahony en Ascenso y caída de la ciudad de Mahagonny de Kurt Weill.
Fuera del repertorio alemán, Michael König es un intérprete habitual de ópera eslava, cantado papeles como Seguey de Lady Macbeth de Mtsensk de Dmitri Shostakóvich, Andréi Jovanski de Jovánschina de Nikolái Rimski-Kórsakov o Grigori/falso Dimitri en Borís Godunov de Modest Músorgski.
König ha actuado en los cosos operísticos más importantes del mundo como el Covent Garden, la Scala de Milán, la Ópera de París, la Ópera Estatal de Baviera, el Teatro Real de Madrid, el Gran Teatro del Liceo de Barcelona o los festivales más importantes como Bayreuth o Glyndebourn.
Michael König vive en Haida Gwaii (Canadá) con su familia.